# Јавност (лист)
Часопис "Јавност" је излазио од 8. новембра 1873 - 7. априла 1874. године, три пута недељно, у Крагујевцу. Издавање и штампа: Крагујевачка друштвена штампарија. Главни уредник је био Светозар Марковић.

## Основни подаци
Први број листа „Јавност” је објављен 8. новембра 1873. године, излазио је три пута недељно - уторком, четвртком и суботом, (средом, петком и недељом). Последњи број је био 43, 7. априла 1874. а после тога је изашао још један ненумерисани број 20. априла 1874.
У годишњој претплати стајао је 100 гроша, на пола године 50 гроша, на три месеца 25 гр. чаршијских; за читаоце у иностранству, заправо у Аустроугарској, годишња претплата је 12 форинти "у банкнотама".
Одлука о издавању листа донета је на седници одбора штампарије 21. јуна 1873.
Велики број читалаца "Јавност" је придобила пишући о главним проблемима у Србији седамдесетих година. У извештају одбора штампарије од 13. јануара 1874, наводи се да "Јавност" има више од 1 100 претплатника; према подацима књиге претплатника, која се чува у Народном музеју у Крагујевцу, овај лист је имао 1 136 претплатника.

## Програмски циљеви
У уводној програмској изјави уредништва већ се поставља питање: "Могу ли уопште новине у овим оковима у којима се налази јадна српска штампа изнети отворено своја начела и правац у раду?" Тако да овај лист не наводи прецизно своје задатке и циљеве, оправдано страхујући од репресалија, већ каже да ће у листу бити речи о текућим, днавним политичким и економским проблемима. Каже се: "Изнети на јавност све што народ тишти у извесном тренутку; што треба да се одмах, без одлагања реши, и показати како ваља то решити у корист народну - то је задатак новина."
Пажња уредништва усмерена је првенствено на скупштину и скупштински систем, али се наводе и судски, финансијски и други реформистички захтеви. Тражи се поништење земљорадничких дугова. Програмска основа "Јавности" означава етапу у социјалистичком покрету, у оквирима штампе, при преласку са речи на дела. Раније идејне позиције се не напуштају, већ се прилагођавају датој стварности, према Марковићевим социјалистичким стратегијским концепцијама.

## Теме
У време излажења "Јавности" теме се најчешће односе на акције нове владе и заседања Скупштине у новом саставу; пише се о поступцима владе, о скупштинским дебатама и одлукама, о мерама органа државне управе. Предочава се да "за своје незнање, немарност, неуредност, непажњу - уопште за своју неспособност, министар ником није одговоран".
"Јавност", односно Светозар Марковић, осврће се на Закон о штампи из 1870. године, којим је формално била укинута цензура наметнута ранијим законом, али су пооштрене санкције за "неодговорно" писање. Најгора је била одредба о обавезном слању примерка листа полицији пре растурања, која је могла да избаци лист или поједине чланке и делове, или захтева измене, на шта се пак, чекало и данима, што је ометало редовно излажење, на шта је одговор листа био да само судска пресуда може обустављати лист или давати опомене. Кампања против "Јавности" у вези "Чланка о нашем закону у печатњи" базира се на ставу да је овом расправом нанета увреда самом владару - кнезу.
Поред тога, Марковић објављује чланке "Општина", "Суд и правда", "О штампи и жандармерији", а поред политичких тема разматрају се и проблеми сељаштва, привреде, спољне политике, високог школства, књижевности...
Најближи сарадници главног уредника били су Пера Тодоровић, Сава Грујић, Пера Ђорђевић, Никола Пашић, проф. Стеван Поповић, суплент Светозар Милосављевић.
Полицијска власт је 22. децембра позвала на одговорност главног уредника С. Марковића и поднела тужбу суду због четири уводника и чланка из бројева 7, 13 и 23; због болести се бранио са слободе, а оптужен је на 9 месеци затвора. Одбор штампарије је решио да број 43 буде последњи.
Светозар Марковић је умро од туберкулозе у 29. години живота, 10. марта 1875. године у Трсту. Сахрањен је у Јагодини, где је провео већи део своје младости.

## Галерија
- Јавност, бр. 2, 1873, Крагујевац
- Јавност, бр. 16, 1874, Крагујевац
- Јавност, бр. 28, 1874, Крагујевац